# Chris VandeVelde
Chris VandeVelde (Moorhead, 15 marzo 1987) è un ex hockeista su ghiaccio statunitense, in grado di ricoprire sia il ruolo di centro che di ala sinistra.

## Palmarès

### Giovanili
- Broadmoor Trophy: 1

North Dakota: 2009-2010